# Шадичи-Горни
Шадичи-Горни (серб. Шадићи Горњи / Šadići Gornji) — село в общине Власеница Республики Сербской Боснии и Герцеговины. Население составляет 48 человек по переписи 2013 года.